# 普罗切诺
普罗切诺（義大利語：Proceno），是意大利维泰博省的一个市镇。总面积41.87平方公里，人口626人，人口密度15.0人/平方公里（2009年）。ISTAT代码为056044。